# Valentine Baker (aviateur)
Pour les articles homonymes, voir Valentine Baker (homonymie) et Baker.
Valentine Henry Baker, né le 24 août 1888 à Llanfairfechan, Pays de Galles et mort le 12 septembre 1942 à RAF Station Wing (en), Denham (Buckinghamshire), était un aviateur britannique, pilote de guerre durant la Première Guerre mondiale et pilote d’essai dans l’Entre-deux-guerres. Il est célèbre surtout pour son association avec son compatriote, l’ingénieur James Martin, et la fondation de leur société aéronautique Martin-Baker. Après sa mort accidentelle en septembre 1942, en testant un des prototypes conçus par James Martin, la compagnie se spécialisa dans la fabrication de sièges éjectables. Elle existe encore de nos jours, et porte toujours le nom de ses deux fondateurs.

## Biographie

### Carrière militaire
Né le 24 août 1888 à Llanfairfechan, Pays de Galles, Valentine s’engagea dans la Royal Navy (« pour service à terre ») le 27 octobre 1914. Il fut immédiatement promu officier marinier mécanicien et affecté comme estafette à la Section d’automitrailleuses du Royal Naval Air Service. Cinq mois plus tard, il fut blessé d’une balle dans le cou lors de la bataille de Gallipoli. Elle était trop proche de sa moelle épinière pour pouvoir être extraite sans le tuer, si bien qu’il vécut avec le reste de sa vie.
Le 31 août 1915, il fut démobilisé du RNAS mais il reprit du service actif en novembre 1915 avec les Royal Welch Fusiliers comme sous-lieutenant à titre temporaire. Au printemps 1916, après son mariage avec Dilys Eames, il fut affecté à l’école d’aviation et breveté pilote en septembre 1916. Il fut nommé officier pilote dans le Royal Flying Corps et nommé officier d’active le 25 septembre 1916. Il fut affecté au 41 Squadron, au sein duquel il accomplit l’intégralité de ses neuf mois de tour d’opérations. Il abattit plusieurs avions allemands et reçut la Military Cross le 26 juillet 1917.
Le RFC décida que ses talents de pilote seraient mieux employés à former de jeunes pilotes, et en juin 1917, il devint instructeur de vol, affecté successivement à Turnbury, Catterick, et Cramlington. Durant cette période, il eut un fils et fut promu successivement aux grades de lieutenant et captain le 27 août 1917.
Lors de la fusion du RFC et du RNAS au sein de la Royal Air Force le 1er avril 1918, Baker y fut transféré. Il reçut la Air Force Cross en 1918. Il fut affecté au No. 18 Squadron (en), puis envoyé à Beverley en septembre 1919 pour superviser la fermeture de l’aérodrome, et ensuite affecté à Grantham. Le 24 octobre 1919, il obtint une commission régulière d’officier au rang de lieutenant. Sa dernière affectation militaire fut au Département des Codes Secrets du Ministère de l'Air, de mai 1920 jusqu’à sa démission le 1er octobre 1921. Il fut autorisé à conserver son grade de capitaine.

### Carrière civile
Le premier emploi de Baker dans le civil fut chez Vickers Ltd, et le conduisit jusqu’aux Indes orientales néerlandaises. Là, il travailla comme instructeur pendant trois ans pour l’aviation navale de la Marine royale néerlandaise. Cependant, son épouse tomba malade et il rentra en Grande-Bretagne. Peu de temps après, il accepta un nouveau emploi chez Vickers, cette fois au Chili où il effectuait des démonstrations des capacités des avions de la compagnie, et en même temps formait des pilotes chiliens.
De retour en Angleterre, Baker remarqua qu’il y avait beaucoup d’engouement parmi les civils pour apprendre à voler, et il enseigna successivement au Lancashire Flying Club (en), au London Aeroplane Club, et finalement à l’aérodrome d’Heston. À Heston, Baker fonda l’école de pilotage, qui devint la plus célèbre du Royaume-Uni. Durant sa carrière de moniteur, Baker apprit personnellement à piloter à beaucoup d’élèves célèbres, incluant le Prince de Galles Édouard, futur roi d'Angleterre et la future célèbre aviatrice Amy Johnson

### L’aventure Martin-Baker
En 1934, Baker quitte Heston pour rejoindre son ami James Martin à Denham (Buckinghamshire), et fonder la société Martin-Baker Aircraft Company, dont Martin était l’ingénieur en chef et Baker le pilote d'essai. Le 12 septembre 1942, Baker décolle pour le deuxième vol d’essai du prototype Martin-Baker MB 3 (en), un avion de chasse à hautes performances destiné à remplacer le Supermarine Spitfire. Victime d’une panne de moteur, il tente un atterrissage d’urgence dans un champ, mais l’avion heurte une souche d’arbre, se retourne et prend feu. Baker est tué sur le coup.
James Martin fut profondément affecté par la perte de son ami et associé. La sécurité des équipages devint la priorité de la société, et après la Seconde Guerre mondiale la firme Martin-Baker se spécialisant dans la fabrication de sièges éjectables, devenant le leader mondial du marché. James Martin refusa toujours qu'on change la raison sociale, en hommage à son ami disparu.

## Distinctions
- Military Cross
- Air Force Cross